# Ian Brown

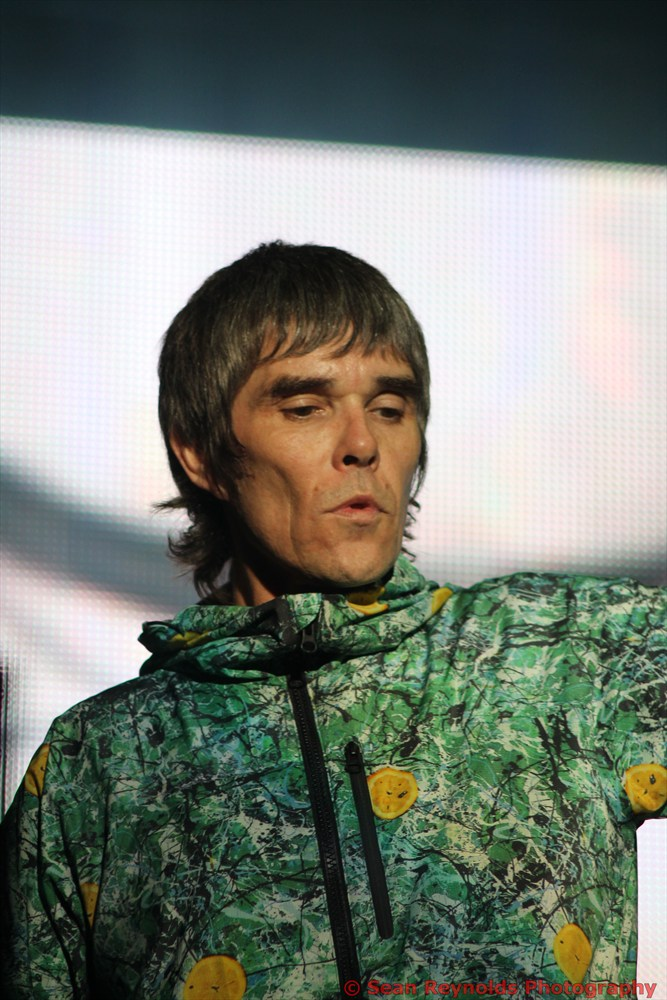
Ian Brown (2012)

Ian Brown (* 20. Februar 1963 in Warrington, Cheshire) ist ein britischer Rock-Musiker.

## Leben
Von 1984 bis 1996 war Brown Sänger der Band Stone Roses, die zusammen mit den Happy Mondays, den Charlatans und Inspiral Carpets die wichtigste und erfolgreichste Band der „Madchester-Bewegung“ waren. Mit seinem Leadgitarristen John Squire hatte er persönliche Differenzen. Nach Auflösung der Stone Roses begann Brown eine erfolgreiche Solo-Karriere. Er schaffte es mit zwei Singles (My Star, 1998, und Dolphins Were Monkeys, 2000) und all seinen Alben – mit Ausnahme von Golden Greats (1999) – in die Top 10 der britischen Albumcharts.
Bei den NME Awards 2006 wurde ihm der Godlike Genius Award verliehen. Brown hatte außerdem einen versteckten Auftritt in dem Kinofilm Harry Potter und der Gefangene von Askaban.
2010 wohnte Brown mit seiner Familie in einem Haus am Stadtrand von Manchester. Zudem hatte er eine Wohnung in London.

## Stil
Über das erste Album schrieb die MusikWoche, es warte mit „angenehm unprätentiösen Midtempo-Songs“ auf, „mit sanften Melodien, anschmiegsamen Grooves und bissig ironischen Texten“. In einigen Liedern würden die Gitarren hinter „elektrischen Spielereien“ zurücktreten.
Laut.de vermerkt, dass das zweite Album einen veränderten Klang habe, nämlich „[m]ehr Gitarren und zugleich mehr Dancefloor-Beats“.
Album Nummer drei, Music of the Spheres, sei „Trip Pop“, manchmal mehr Ambient, bisweilen sogar Techno, einmal auch Bombast, lautet – zusammengefasst – die Beschreibung im Eclipsed.
Das darauffolgende Solarized sei „sphärisch“ und „groovig“, gibt Kathrin Fink in ihrer Plattenkritik auf Laut.de an. In der „vernebelten Traumlandschaft“, die streckenweise eintönig klinge, seien aber auch mal „[d]üstere Gitarrenklänge, Trompeten-Fanfaren und Synthie-Geraschel“ zu hören.
Auf The World is Yours kommt ein 30-köpfiges Orchester zum Einsatz. In der Laut.de-Biografie heißt es: „Zu lässig eingängigen, funky groovenden Midtempo-Arrangements greift der Mann mit dem prägnanten Organ wieder Themen auf, die die Welt bewegen, etwa die globale Armut oder den Irak-Krieg.“ Laut.de-Mitarbeiter Eberhard Dobler geht in seiner Album-Rezension genauer darauf ein. Es lägen entspannte, doch auch wieder zur Eintönigkeit neigende, Midtempo-Nummern vor. Es gäbe ein „Hip Hop-lastiges Beat-Fundament, viele Streicher und Bläser, elektronische Ergänzungen, dazu das ein oder andere Gitarrenlick“.
Michael Schuh meinte in seiner Laut.de-Rezension von My Way (2009), Brown überzeuge „mit pompös aufgeblasenen Indie/Electro/Dub-Songs“. Jürgen Ziemer hielt dafür im Rolling Stone die auf den Mitsingcharakter (speziell nach einem Pub-Besuch auf dem Nachhauseweg) bezogene Bezeichnung „britischer Street-Pop“ für angebracht. Für eine Selbstüberschätzung hielt Stephan Rehm das Album, das er dem „Groove-Pop“ zuordnete, im Musikexpress.
Auf Browns Gesamtwerk bezogen, bemüht Allmusic die Begriffe Electronic, Alternative Pop, Indie-Rock und Britpop.

## Diskografie

### Studioalben
| Jahr | Titel                      | Höchstplatzierung, Gesamtwochen, AuszeichnungChartsChartplatzierungen (Jahr, Titel, Platzierungen, Wochen, Auszeichnungen, Anmerkungen) | Anmerkungen                              |
| Jahr | Titel                      | UK | Anmerkungen                              |
| ---- | -------------------------- | --- | ---------------------------------------- |
| 1998 | Unfinished Monkey Business | UK4 Gold · (26 Wo.)UK | Erstveröffentlichung: 2. Februar 1998    |
| 1999 | Golden Greats              | UK14 Gold · (8 Wo.)UK | Erstveröffentlichung: 8. November 1999   |
| 2001 | Music of the Spheres       | UK3 Gold · (7 Wo.)UK | Erstveröffentlichung: 1. Oktober 2001    |
| 2004 | Solarized                  | UK7 Gold · (6 Wo.)UK | Erstveröffentlichung: 13. September 2004 |
| 2007 | The World is Yours         | UK4 Silber · (6 Wo.)UK | Erstveröffentlichung: 15. Oktober 2007   |
| 2009 | My Way                     | UK8 Silber · (5 Wo.)UK | Erstveröffentlichung: 28. September 2009 |
| 2019 | Ripples                    | UK4 (2 Wo.)UK | Erstveröffentlichung: 1. Februar 2019    |

### Kompilationen
| Jahr | Titel                  | Höchstplatzierung, Gesamtwochen, AuszeichnungChartsChartplatzierungen (Jahr, Titel, Platzierungen, Wochen, Auszeichnungen, Anmerkungen) | Anmerkungen                              |
| Jahr | Titel                  | UK | Anmerkungen                              |
| ---- | ---------------------- | --- | ---------------------------------------- |
| 2002 | Remixes of the Spheres | UK87 (1 Wo.)UK | Erstveröffentlichung: 26. November 2002  |
| 2005 | The Greatest           | UK5 Platin · (19 Wo.)UK | Erstveröffentlichung: 12. September 2005 |

### Singles
| Jahr | Titel Album                             | Höchstplatzierung, Gesamtwochen, AuszeichnungChartsChartplatzierungen (Jahr, Titel, Album, Platzierungen, Wochen, Auszeichnungen, Anmerkungen) | Anmerkungen                                                    |
| Jahr | Titel Album                             | UK | Anmerkungen                                                    |
| ---- | --------------------------------------- | --- | -------------------------------------------------------------- |
| 1998 | My Star Unfinished Monkey Business      | UK5 (6 Wo.)UK | Erstveröffentlichung: 12. Januar 1998                          |
| 1998 | Corpses Unfinished Monkey Business      | UK14 (4 Wo.)UK | Erstveröffentlichung: 23. März 1998                            |
| 1998 | Can’t See Me Unfinished Monkey Business | UK21 (4 Wo.)UK | Erstveröffentlichung: 8. Juni 1998                             |
| 1999 | Be There Psyence Fiction (2003 Edition) | UK8 (6 Wo.)UK | Erstveröffentlichung: 8. Februar 1999 Unkle feat. Ian Brown    |
| 1999 | Love Like a Fountain Golden Greats      | UK23 (3 Wo.)UK | Erstveröffentlichung: 25. Oktober 1999                         |
| 2000 | Dolphins Were Monkeys Golden Greats     | UK5 (5 Wo.)UK | Erstveröffentlichung: 7. Februar 2000                          |
| 2000 | Golden Gaze Golden Greats               | UK29 (2 Wo.)UK | Erstveröffentlichung: 5. Juni 2000                             |
| 2001 | F.E.A.R. Music of the Spheres           | UK13 Gold · (6 Wo.)UK | Erstveröffentlichung: 17. September 2001                       |
| 2002 | Whispers Music of the Spheres           | UK33 (2 Wo.)UK | Erstveröffentlichung: 11. Februar 2002                         |
| 2004 | Keep What Ya Got Solarized              | UK18 (3 Wo.)UK | Erstveröffentlichung: 20. September 2004                       |
| 2004 | Reign Never, Never, Land                | UK40 (2 Wo.)UK | Erstveröffentlichung: 2004 Unkle feat. Ian Brown               |
| 2005 | Time Is My Everything Solarized         | UK15 (4 Wo.)UK | Erstveröffentlichung: 17. Januar 2005                          |
| 2005 | All Ablaze The Greatest                 | UK20 (3 Wo.)UK | Erstveröffentlichung: 5. September 2005                        |
| 2007 | Illegal Attacks The World is Yours      | UK16 (3 Wo.)UK | Erstveröffentlichung: 17. September 2007 feat. Sinéad O’Connor |
| 2007 | Sister Rose The World is Yours          | UK87 (1 Wo.)UK | Erstveröffentlichung: 3. Dezember 2007                         |
| 2009 | Stellify My Way                         | UK31 (5 Wo.)UK | Erstveröffentlichung: 21. September 2009                       |

## Trivia
- Der Song Be There sollte eigentlich auf dem UNKLE-Album Psyence Fiction erscheinen. Da Brown bei den Aufnahmen aufgrund seiner Inhaftierung nach einer Randale in einem Flugzeug nicht anwesend sein konnte, kam der Track unter dem Namen Unreal ohne Browns Gesang auf das Album.[13][14]
- Der Song Just Like You wurde von 2010 bis 2012 als Titellied der deutschen Talkshow Stuckrad-Barre verwendet.